# Heiko Mathias Förster

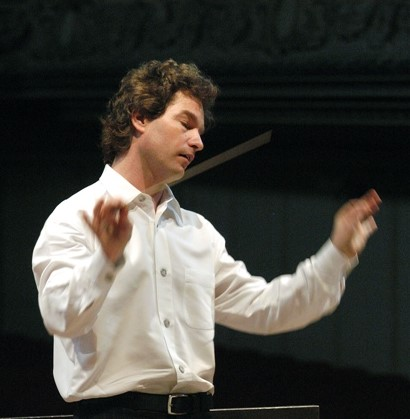
Heiko Mathias Förster während einer Probe (2007)

Heiko Mathias Förster (* 1966 in Crivitz bei Schwerin) ist ein deutscher Dirigent und Generalmusikdirektor. Seit September 2022 ist er Chefdirigent der Philharmonie Baden-Baden.

## Leben und Wirken
Förster erhielt im Alter von vier Jahren ersten Klavierunterricht und wurde mit sechs Jahren am Schweriner Konservatorium unterrichtet. Ab 1976 war er Preisträger eines nationalen Klavierwettbewerbs. Später studierte er an der Hochschule für Musik Hanns Eisler Berlin Dirigieren, Klavier und Schlagzeug.
Noch vor Abschluss seines Studiums debütierte Förster am Brandenburger Theater und wurde 1989 zum Chefdirigenten berufen. 1993 erfolgte die Berufung zum Generalmusikdirektor der Stadt Brandenburg an der Havel. Er leitete dort ca. 500 Konzerte und 32 Opern- und Operettenpremieren. Mit den Brandenburger Symphonikern unternahm er mehrere Tourneen, die ihn unter anderem in die USA, nach Japan und Südafrika führten.
Es folgte von 1999 bis 2007 ein Engagement als Chefdirigent der Münchner Symphoniker. Während dieser Zeit etablierte er sich auch als Operndirigent beim jährlichen Opernfestival Gut Immling Chiemgau, wo er die Opern Don Giovanni, Otello, Carmen, La traviata, Fidelio und La Bohème dirigierte.
Als Operndirigent war Förster mehrfach zu Gast am Nationaltheater Prag und am Slowakischen Nationaltheater in Bratislava. Am Musiktheater im Revier in Gelsenkirchen leitete er 2011 die deutsche Erstaufführung von Isaak Albéniz’ Oper Merlin. In Gelsenkirchen dirigierte er des Weiteren Die tote Stadt von Korngold, Otello und Samson et Dalila von Camille Saint-Saëns. Weitere, zum Teil internationale Engagements führten darüber hinaus zu gemeinsamen Arienabenden mit Interpreten wie José Cura, Angela Gheorghiu und Rolando Villazón. In der Saison 2004/2005 begleitete Förster den Tenor Joseph Calleja bei seinem München-Debüt. 2007 dirigierte er die Münchner Symphoniker auf der ersten Deutschlandtournee der Mezzosopranistin Elīna Garanča.
Von 2007 bis 2014 leitete Förster als Generalmusikdirektor die Neue Philharmonie Westfalen und anschließend bis 2019 als Chefdirigent die in Ostrava ansässige Janáček-Philharmonie Ostrava. Im Jahr 2017 gründete er das Orchester Prague Royal Philharmonic, mit dem er regelmäßig Konzertreisen unternimmt; er gastierte mit dem Orchester zum Beispiel in der Tonhalle Zürich, in der Münchner Isarphilharmonie, im Prinzregententheater, im Herkulessaal und in der Stuttgarter Liederhalle.
Seit September 2022 ist Förster Chefdirigent der Philharmonie Baden-Baden.
Förster arbeitete als Orchesterdirigent mit Solisten zusammen wie unter anderem Boris Beresowski, Frank Peter Zimmermann, Mischa Maisky, Julian Rachlin, Giuliano Sommerhalder und Steward Goodyear. Als Gastdirigent trat er international auf und leitete zum Beispiel das Orquestra Sinfonica de Santiago de Chile, das Moscow Philharmonic Orchestra, die Slowakische Philharmonie, das Orchestre de Colonnes Paris, das Orchestra del Gran Teatre del Liceu Barcelona, das National Taiwan Symphony Orchestra und das China National Orchestra Beijing, die Stuttgarter Philharmoniker, die Berliner Symphoniker und das Rundfunk-Sinfonieorchester Berlin, die NDR Radiophilharmonie Hannover, das Bayerische Staatsorchester, die Staatskapelle Halle, die Staatskapelle Weimar, die Bremer Philharmoniker sowie das Tonkünstler-Orchester.

## Privates
Förster ist mit der Sopranistin Heike Maria Förster verheiratet und hat zwei Kinder.

## Diskografie (Auswahl)
- Peter Iljitsch Tchaikovsky: Ballettmusiken / Balletmusic. Brandenburger Symphoniker (Sonia Classic; 1994)
- Unter Donner und Blitz. Ein Neujahrskonzert aus dem Anhaltischen Theater Dessau. Ursula Prehm, Sopran; Gerhard Siegel, Tenor; Anhaltische Philharmonie Dessau (Landscape Classics; 1996)
- Peter Iljitsch Tschaikowsky: Der Nussknacker. Brandenburger Symphonikern (World of Classic; 1997)
- Richard Strauss: Vier letzte Lieder, Orchesterlieder. Barbara Krieger, Berliner Symphoniker (Brittant Classics; 2008)
- Giuliano Sommerhalder: Romantic Virtuosity. Giuliano Sommerhalder, Trompete; Neue Philharmonie Westfalen (Solo Musica; 2009)
- Gustav Mahler: Symphonie Nr. 5. Neue Philharmonie Westfalen (Solo Musica; 2010)
- Jan Schulte Bunert – Escapades. Werke von John Williams, Michael Nyman, Andrei Eschpai. Jan Schulte-Bunert, Saxophon; Neue Philharmonie Westfalen (Solo Musica; 2011)
- Rachmaninov. Klavierkonzerte Nr. 2 & 3. Stewart Goodyear, Klavier, Český národní symfonický orchestr (Steinway & Sons; 2015)
- Bohuslav Martinů: Violinkonzerte. Thomas Albertus Irnberger, Janáček Philharmonie Ostrava (Gramola; 2018)
- Mark John McEncroe Live in Ostrava. Janáček-Philharmonie Ostrava (Navona Records; 2019)